# Педара
Педа̀ра (на италиански: Pedara, на сицилиански Pirara, Пирара) е град и община в Южна Италия, провинция Катания, автономен регион и остров Сицилия. Разположен е на 610 m надморска височина. Населението на общината е 13 087 души (към 2010 г.).
В общинската територия се намира част от вулкана Етна. Главният център на общината се намира в подножието на планината.